# Carlotta Grisi

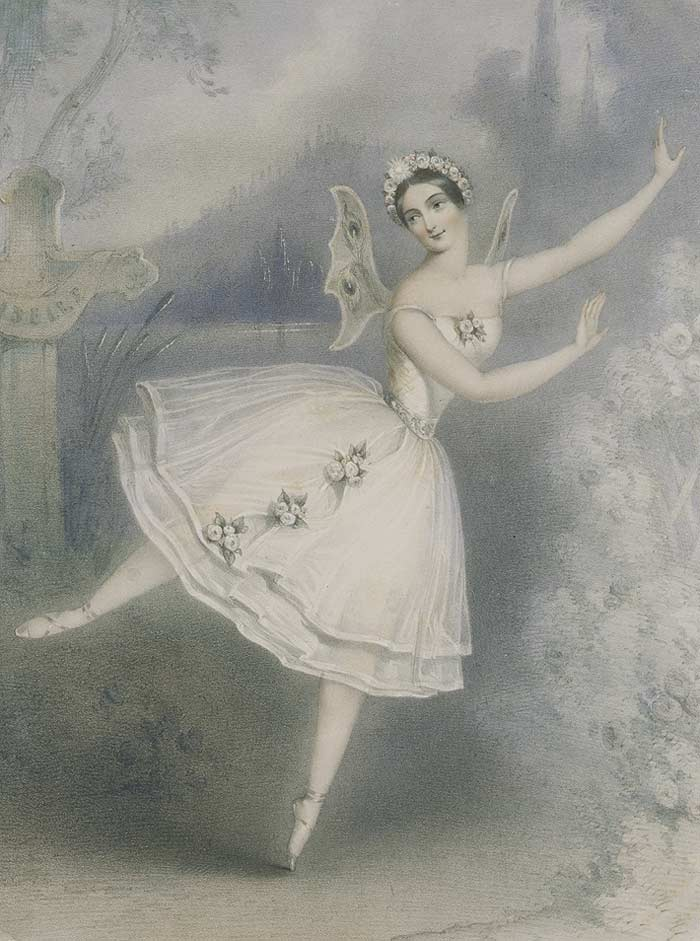
Carlotta Grisi i Giselle.

Carlotta Grisi, född 28 juni 1819 i Visinada, Istrien, död 20 maj 1899 i Saint-Jean, Genève, var en italiensk ballerina. Hon var kusin till Giuditta och Giulia Grisi.
Grisi, som studerade för Jules Perrot, fick sitt genombrott 1841 i baletten Giselle i Paris 1841.